# Aleksandr Mokin
Aleksandr Mokine (en russe : Александр Мокин), né le 19 juin 1981 à Chimkent au Kazakhstan, est un footballeur international kazakh.
Il évolue actuellement au poste de gardien de but avec le club du FK Astana.

## Biographie

### Sélection
Aleksandr Mokine est convoqué pour la première fois par le sélectionneur national Sergey Timofeev pour un match amical face au Japon le 29 janvier 2005. 
Il compte 16 sélections et 0 but avec l'équipe du Kazakhstan depuis 2005.
28 mars 2021, arrêt d’un pénalty face à Kylian Mbappé lors des qualifications de la coupe du monde 2022 au Qatar

## Palmarès

### En club
Jenis Astana
- Champion du Kazakhstan en 2006
- Vainqueur de la Coupe du Kazakhstan en 2002 et 2005
- Finaliste de la Coupe du Kazakhstan en 2006

 Ordabasy Chimkent
- Finaliste de la Coupe du Kazakhstan en 2007.

 FK Almaty
- Finaliste de la Coupe du Kazakhstan en 2008.

 Chakhtior Karagandy
- Champion du Kazakhstan en 2011 et 2012.
- Vainqueur de la Coupe du Kazakhstan en 2013.
- Vainqueur de la Supercoupe du Kazakhstan en 2013.

 FK Astana
- Champion du Kazakhstan en 2016, 2017, 2018 et 2019.
- Vainqueur de la Coupe du Kazakhstan en 2016.
- Vainqueur de la Supercoupe du Kazakhstan en 2018 et 2019.

 Tobol Kostanaï
- Champion du Kazakhstan en 2021.
- Vainqueur de la Supercoupe du Kazakhstan en 2021.

### Récompenses
- Élu meilleur gardien kazakh de l'année en 2012

## Statistiques

### Statistiques en club
| Saison                | Club                  | Championnat           | Championnat | Championnat | Coupe(s) nationale(s) | Coupe(s) nationale(s) | Compétition(s) continentale(s) | Compétition(s) continentale(s) | Compétition(s) continentale(s) | Kazakhstan | Kazakhstan | Total | Total |
| Saison                | Club                  | Division              | M.          | B.          | M.                    | B.                    | Comp.                          | M.                             | B.                             | M.         | B.         | M.    | B.    |
| 1999                  | Zhiger Chymkent       | Premier-Liga          | 1           | 0           | -                     | -                     | -                              | -                              | -                              | -          | -          | 1     | 0     |
| 2000                  | Zhiger Chymkent       | Premier-Liga          | 2           | 0           | -                     | -                     | -                              | -                              | -                              | -          | -          | 2     | 0     |
| 2000                  | Dostyk Chymkent       | Premier-Liga          | 2           | 0           | -                     | -                     | -                              | -                              | -                              | -          | -          | 2     | 0     |
| 2001                  | Dostyk Chymkent       | Premier-Liga          | 17          | 0           | -                     | -                     | -                              | -                              | -                              | -          | -          | 17    | 0     |
| 2002                  | Zhenis Astana         | Premier-Liga          | 1           | 0           | -                     | -                     | -                              | -                              | -                              | -          | -          | 1     | 0     |
| 2003                  | Zhenis Astana         | Premier-Liga          | 4           | 0           | -                     | -                     | -                              | -                              | -                              | -          | -          | 4     | 0     |
| 2004                  | Okzhetpes Kokchetaou  | Premier-Liga          | 12          | 0           | 1                     | 0                     | -                              | -                              | -                              | -          | -          | 13    | 0     |
| 2004                  | Zhenis Astana         | Premier-Liga          | 9           | 0           | 1                     | 0                     | -                              | -                              | -                              | -          | -          | 10    | 0     |
| 2005                  | Zhenis Astana         | Premier-Liga          | 4           | 0           | 1                     | 0                     | -                              | -                              | -                              | 1          | 0          | 6     | 0     |
| 2006                  | FK Astana             | Premier-Liga          | 7           | 0           | 6                     | 0                     | -                              | -                              | -                              | 1          | 0          | 14    | 0     |
| 2007                  | Ordabasy Chymkent     | Premier-Liga          | 28          | 0           | 2                     | 0                     | -                              | -                              | -                              | -          | -          | 30    | 0     |
| 2008                  | FK Astana             | Premier-Liga          | 5           | 0           | 2                     | 0                     | -                              | -                              | -                              | 2          | 0          | 9     | 0     |
| 2008                  | FK Alma-Ata           | Premier-Liga          | 13          | 0           | 2                     | 0                     | -                              | -                              | -                              | 1          | 0          | 16    | 0     |
| 2009                  | Ordabasy Chymkent     | Premier-Liga          | 26          | 0           | 2                     | 0                     | -                              | -                              | -                              | 6          | 0          | 34    | 0     |
| 2010                  | Ordabasy Chymkent     | Premier-Liga          | 29          | 0           | 4                     | 0                     | -                              | -                              | -                              | -          | -          | 33    | 0     |
| 2011                  | Shakhtyor Karagandy   | Premier-Liga          | 31          | 0           | -                     | -                     | C3                             | 4                              | 0                              | 2          | 0          | 37    | 0     |
| 2012                  | Shakhtyor Karagandy   | Premier-Liga          | 25          | 0           | 6                     | 0                     | C1                             | 2                              | 0                              | -          | -          | 33    | 0     |
| 2013                  | Shakhtyor Karagandy   | Premier-Liga          | 18          | 0           | 3                     | 0                     | C1+C3                          | 6+1                            | 0+0                            | 3          | 0          | 31    | 0     |
| Total sur la carrière | Total sur la carrière | Total sur la carrière | 232         | 0           | 30                    | 0                     | -                              | 13                             | 0                              | 16         | 0          | 291   | 0     |